# Distretto di San Juan Bautista (Loreto)
Il distretto di San Juan Bautista è uno dei tredici distretti della provincia di Maynas, in Perù. Si trova nella regione di Loreto e si estende su una superficie di 3.117,05 chilometri quadrati.
Istituito il 5 novembre 1999, ha per capitale la città di San Juan.